# ロングアイランドの戦い
ロングアイランドの戦い（英: Battle of Long Island、別名ブルックリンの戦い英: Battle of Brooklynまたはブルックリンハイツの戦い英: Battle of Brooklyn Heights）は1776年8月22日から同年8月30日にかけて（会戦は8月27日）、現在のニューヨーク市ブルックリンを主戦場にして戦われた、アメリカ独立戦争の主要な戦闘のひとつであり、この戦争の中では最大の会戦である。アメリカ独立宣言から1ヶ月余り後のことであり、独立国アメリカ合衆国の軍隊が戦った初めての戦闘となった。
ボストン包囲戦の後、1776年3月17日にイギリス軍をボストンから追い出した大陸軍総指揮官のジョージ・ワシントン将軍は、当時マンハッタン島の南端部でしかなかったニューヨーク市を守るために軍を移動させた。ワシントンはそこに防御陣地を敷き、イギリス軍が攻撃してくるのを待った。7月、ウィリアム・ハウ将軍の指揮するイギリス軍はマンハッタンからは港を隔てて数マイル向こうのスタテン島に上陸し、そこで1ヵ月半の間緩りとニューヨーク湾の艦船から援軍を受け取り、総勢は32,000名になった。イギリス海軍がニューヨーク港への入り口を支配していたので、ワシントンは市を守る難しさを察知した。マンハッタンが最初の目標になると考え、自軍の主力をそこへ移動させた。
8月22日、イギリス軍はスタテン島からナローズを隔てるロングアイランドの西端に上陸した。そこはマンハッタン島に渡るためのイースト川から南10マイル (16 km) 以上離れた位置だった。イギリス軍は5日間待機した後、ブルックリンのグアナハイツにいた大陸軍の守備隊を攻撃した。しかし、ハウはアメリカ軍に知られぬままに主力を大陸軍の後方に移動させ、その側面を衝いた。大陸軍は恐慌に陥ったが、メリーランドの兵士250名が抵抗して部隊の大半が捕獲されるのを妨げることができた。部隊の他の者はブルックリンハイツで守る主力部隊の所へ逃げた。イギリス軍は包囲戦に備えて塹壕を掘ったが、ワシントンは29日から30日に掛けての夜に全軍をマンハッタン島に移動させ、しかも如何なる物資も1人の生命も失わなかった。このあとワシントンとその大陸軍は幾度か敗北してニューヨーク市から完全に追い出され、ニュージャージーを越えてペンシルベニアまでの退却を余儀なくされた。
イギリス軍はニューヨーク市を占領し、パリ条約の翌年（1784年）にイギリス軍が明け渡すまで、ニューヨーク市とロングアイランドの主要部分はイギリス軍の支配下となった。

## 会戦に至るまで

### ボストンからニューヨークへ
1775年4月19日のレキシントン・コンコードの戦い後、イギリス軍はボストン市で包囲された。1776年3月4日、大陸軍の指揮官ワシントンはボストンを見下ろすドーチェスター高地に大砲を据えさせた。この大砲がボストン港のイギリス艦隊を脅かしていたので、イギリス軍の指揮官ハウはもはやボストン市を保持できないと悟った。2週間後の3月17日、ハウとその軍隊はボストン市を明け渡し、ノバスコシアのハリファックスに向った。
イギリス軍がボストンを放棄した後、ワシントンはニューヨーク市の戦略的重要さの故にイギリス軍がそこを攻撃してくるものと考え、ニューヨーク市に部隊を送り始めた。ワシントンも4月4日にボストンを出発した。その軍隊はロードアイランドからコネチカットを抜ける経路を採ったので、市民が外に出てきて喝采を送り、兵士達に食糧や飲み物を提供した。4月5日、プロビデンスでパレードを行い、数多い市民がワシントンと軍隊を見るために出てきた。それから8日後の4月13日、ワシントンはニューヨーク市に到着した。ワシントンはブロードウェイに作戦本部を置き、即座に行動を開始した。その前の2月に副指揮官のチャールズ・リーをニューヨークに派遣して市の守りを固めさせていた。リーは3月に大陸会議が彼をサウスカロライナに派遣するまでニューヨーク市の守りを統制するために留まっていたが、その後の防衛準備はウィリアム・アレクサンダー将軍（スターリング卿）に任されていた。リーとスターリングは防衛準備のために割ける要員をあまり持っていなかったので、ワシントンが到着した時は、その工事の半分しか終わっていなかった。リーは、もしイギリス軍が海上を支配した場合、ニューヨーク市を保持することが不可能と判断したので、イギリス軍がアメリカからどこの陣地でも奪おうとした時に大きな損失を出さざるをえないように守りを固めた。ブルックリンハイツに構築したスターリング砦と呼ぶ堡塁に沿って市の周辺にバリケードや方形堡が築かれた。リーはニューヨーク市にいる間に部隊をロングアイランドに派遣してロイヤリストを一掃させた。

### 防御と規律

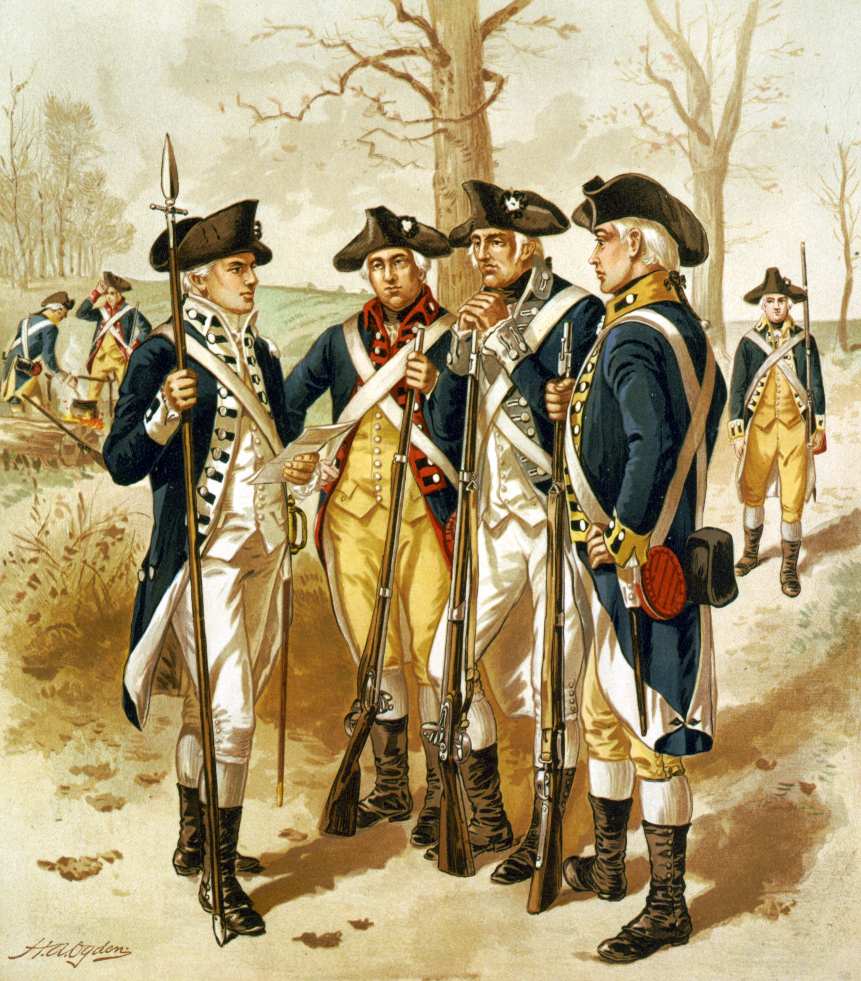
大陸軍の歩兵、1779年以後の姿

ワシントンは5月初旬に部隊をロングアイランドに動かし始めた。短期間のうちにロングアイランドには数千名の兵士が駐屯していた。ブルックリンの小集落の西にあるスターリング砦を支えるために、その東には3つの砦が建設中だった。この3つの砦はパットナム砦（ルーファス・パットナム将軍に因む）、グリーン砦（ナサニエル・グリーン将軍に因む）およびボックス砦（ダニエル・ボックス少佐に因む）と名付けられた。パットナム砦が一番北で、グリーン砦はそのやや南西、さらにボックス砦が一番南西側だった。当時デファイアンス砦も構築中であり、ボックス砦のさらに南西、今日のレッドフックに近かった。これらの新しい砦に加えて、ガバナーズ島には砲台が建設され、マンハッタン島の南端にあったジョージ砦には大砲が据えられ、イースト川沿いのホワイトホール・ドックにも大砲が置かれた。イースト川やその他水路にイギリス軍が入ってくることを防ぐために戦略的な要所には廃船が沈められた。
ワシントンは大陸会議から28,500名の兵士を徴兵することを認められていた。しかし、ニューヨークに到着したときはまだ19,000名に過ぎなかった。この軍隊にはほとんど規律というものが無く、単純な命令でも繰り返し伝える必要があった。兵士達は宿営地でそのマスケット銃を発砲してその火打ち石を台無しにし、銃剣をナイフの代わりに使って食物を切り、そのマスケット銃を掃除することも稀だった。ほとんどの兵士が他の植民地の者と出会うのもこれが初めての機会だったので、習慣の違いから諍いが起こることもあった。
砲兵が不足していたので、砲兵隊長のヘンリー・ノックスはワシントンを説得して、マスケット銃の足りない500ないし600名の兵士を砲兵に転換した。6月初旬、ノックスとグリーンはマンハッタン島の北端を査察して、そこにワシントン砦を構築することに決めた。もう一つ、コンスティチューション砦、後にリー砦と改名された砦をワシントン砦からハドソン川を挟んで対岸に構築する計画を作った。これらの砦の目的はイギリス軍艦船がハドソン川を遡るのを止めることだった。

### イギリス軍の到着
6月28日、ワシントンはイギリス艦隊が6月9日にハリファックスを出港してニューヨーク市に向ったことを知った。翌29日、スタテン島に駐屯していた兵士からイギリス艦隊が現れたという信号が送られてきた。それから数時間後には45隻のイギリス艦船がニューヨーク湾に碇を下ろした。さらに1週間足らず後には、ハウ将軍の兄、リチャード・ハウ提督が指揮する130隻の艦船がスタテン島沖にいた。ニューヨーク市民はイギリスの艦船を目撃して恐慌に陥り、警報が放たれ、兵士達は即座にその持ち場に殺到した。7月2日、イギリス軍がスタテン島への上陸を始めた。この島に駐屯していた大陸軍の正規兵はイギリス軍に対して数発発砲しただけで逃亡し、イギリス軍側に寝返る民兵もいた。
7月6日、大陸会議が4日前に独立決議案を採択したという報せがニューヨーク市に届いた。7月9日木曜日夕方の6時、ワシントンは数個旅団を市の会議場に向かわせ、アメリカ独立宣言を読み聞かせた。この朗読が終わった時、群衆がボウリング・グリーンに殺到し、ロープと棒を使ってイギリス国王ジョージ3世の鉛製金メッキの騎馬像を引き倒した。群衆は怒りに駆られて彫像の頭を切り落とし、鼻を削ぎ、酒場の外の釘に頭部を引っ掛け、彫像の他の部分はコネチカットまで引き摺っていってマスケット銃の銃弾に鋳直された。
7月12日、2隻のイギリス艦船、フェニックスとローズが港からハドソン川河口に向った。ジョージ砦、レッドフックおよびガバナーズ島に置かれていたアメリカ軍の砲台から発砲があり、イギリス艦船も市内に向って応戦した。これら艦船はニュージャージーの海岸に沿って航行を続けてハドソン川に入り、ワシントン砦の下を抜けて夕闇が訪れるまでにハドソン川で最も広い部分であるタリータウンに到着した。イギリス艦船の目的はアメリカ側の補給線を絶ち、ロイヤリストの支援を奨励することだった。この日の損失はアメリカ側が自軍の大砲が暴発したときに6人の兵士が殺されただけだった。
翌13日、ハウ将軍はアメリカ側との交渉を開始しようとした。ハウはフィリップ・ブラウン中尉に休戦の旗を持たせワシントン宛ての手紙を持参させた。この手紙のあて先は「ジョージ・ワシントン殿」とされていた。ブラウンはジョセフ・リードと会った。リードはワシントンの命令でヘンリー・ノックスとサミュエル・ウェブと共に水際に急行していた。ワシントンは士官達にその手紙を受け取るべきかを尋ねた。手紙はワシントンの位階を将軍として認めてはいなかった。士官達は異口同音に否と答えた。リードはブラウンにこのあて先の者は自軍の中にいないと回答した。7月16日、ハウは再び同じ事を試みた。この時の宛名は「ジョージ・ワシントン殿、等々、等々」とされていたが、これも再度拒絶された。翌日ハウはニスベット・バルフォア大尉を送り、ワシントンがハウの副官と対面で会うつもりがあるかを尋ねさせた。その会見は7月20日に行うこととされた。ハウの副官はジェイムズ・パターソン大佐だった。パターソンはワシントンに向って、ハウが恩赦を認める権限を与えられていると伝えたが、ワシントンは「何の咎も無いものは恩赦を望まない」と回答した。パターソンはその後直ぐに帰還した。この会見の時のワシントンの態度はアメリカ合衆国中で賞賛された。
一方、イギリスの艦船は続々と到着し続けていた。8月1日、45隻の艦船が到着し、ヘンリー・クリントン、チャールズ・コーンウォリス各将軍と3,000名の兵士が加わった。8月12日までに、さらに3,000名のイギリス兵とヘッセン＝カッセルから8,000名のドイツ人傭兵部隊が到着した。この時点でイギリス艦隊は73隻の戦闘艦を含む総数400隻以上となっており、スタテン島には32,000名の軍隊が宿営していた。ワシントンはこの大軍に直面して、イギリス軍がどこから攻撃してくるのかはっきり掴めなかった。グリーンとリードはイギリス軍がロングアイランドを攻めてくると考えたが、ワシントンはロングアイランドを攻撃するとしてもそれは陽動行動であり、主目標はマンハッタン島になると考えた。ワシントンはその軍隊を2つに割り、半分をマンハッタン島に、半分をロングアイランドに置かせた。ロングアイランドの部隊はグリーンに指揮を任せた。8月20日、グリーンが病気になり、マンハッタン島にある家に移動して快復に努めることになった。グリーンが快復して指揮を執れるようになるまで、ジョン・サリバンが指揮官になった。

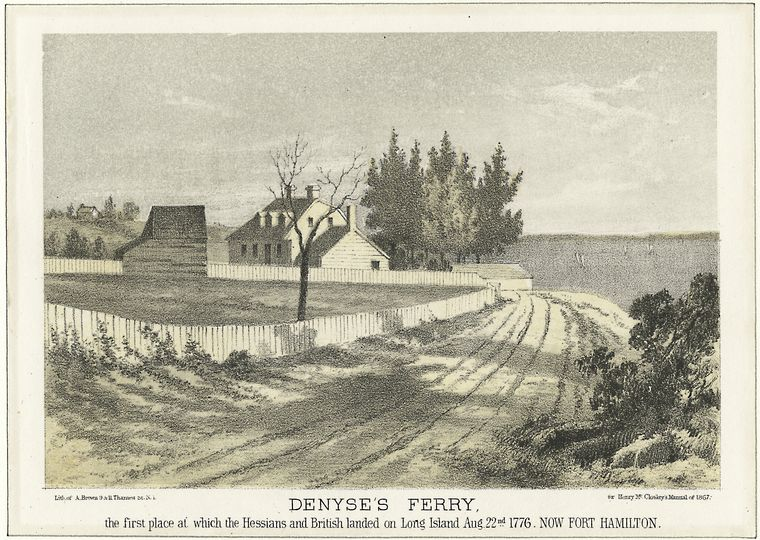
デナイズの渡し、ドイツ兵とイギリス兵が8月22日に最初にロングアイランドに上陸した場所。A・ブラウン画。ザ・ナローズを見下ろすこの高台には大陸軍の砲台があり、イギリス軍は侵略前に砲撃を行った。しかし、実際の上陸はさらに東のグレイブスエンド湾（この絵のさらに左方向）であり、兵士を運ぶイギリスの小さな船には都合の良い場所だった。

### ロングアイランド侵略
8月22日午前5時10分、イギリス軍の前衛隊4,000名がクリントンとコーンウォリスの指揮でスタテン島を離れロングアイランド上陸に向った。午前8時、4,000名全員が抵抗も無くグレイブスエンド湾の岸に上陸した。ペンシルベニア・ライフル隊のエドワード・ハンド大佐がこの海岸に駐屯していたが、上陸を阻止できずに後退し、途中で牛を殺し農家を焼いた。正午までに15,000名の軍隊が40門の大砲と共にこの海岸に上陸した。数百人のロイヤリストがイギリス軍を迎えに出てきたので、コーンウォリスが前衛隊と共に前進し、島の中を6マイル (10 km) 進んでフラットブッシュの集落で宿営地を作った。コーンウォリスはそれ以上進まないよう命令されていた 。
ワシントンは上陸と同じ日にその報せを受け取ったが、勢力については8,000名ないし9,000名と報らされていた。このことでワシントンは予測していたようにそれが陽動行動であると確信したので、ブルックリンには1,500名の増援を送っただけであり、ロングアイランドの部隊は総勢6,000名になった。8月24日、ワシントンはロングアイランドの指揮官をサリバンからイズラエル・パットナムに交代させた。パットナムは翌日6個大隊と共にロングアイランドに到着した。この日はロングアイランドのイギリス軍に5,000名のドイツ人傭兵部隊も加わり、総勢は20,000名になっていた。上陸直後の数日間はほとんど戦いも無かったが、ライフル銃を装備して時々イギリス兵を狙い撃ちする大陸軍狙撃兵との小競り合いが起こった。
大陸軍の作戦はバットナムがブルックリンハイツから防衛隊の指揮を執り、サリバンとスターリングの部隊がグアナハイツを守るというものだった。グアナハイツは標高が150フィート (45 m) あり、ブルックリンハイツに直接至る道を塞いでいた。ワシントンは、グアナハイツに居る部隊がイギリス軍に大きな損失を与えた後で、ブルックリンハイツの主力防衛隊の所まで後退することができると考え、そこに部隊を配置した。グアナハイツに抜けるには主要な3つの通路があった。ゴワナス道路が一番西にあり、そのやや東にあるフラットブッシュ道路は大陸軍前線の中心であり、イギリス軍の攻撃が予測された。3つ目のベドフォード道路が一番東にあった。スターリングが500名の部隊と共にゴワナス道路を守り、サリバンがフラットブッシュ道路に1,000名、ベッドフォー道路に800名を置いて指揮を執った。背後のブルックリンハイツには6,000名の部隊が残された。しかし、グアナハイツに至る道路にはさらに東にジャマイカ・パスと呼ばれるあまり知られていない道路があった。この道は乗馬したわずか5人の民兵士官が守っていた。
イギリス軍ではクリントン将軍が地元のロイヤリストからほとんど防御のないジャマイカ・パスについて知らされていた。クリントンは作戦を立て、それをウィリアム・アースキンに託してハウに提案させた。クリントンの作戦は主力部隊に夜間の行軍をさせてジャマイカ・パスを抜けて大陸軍の側面に回らせ、他の部隊は大陸軍の前面で騒がしくさせておくことだった。8月26日、クリントンはハウからその作戦を採用し、クリントンが主力部隊10,000名の前衛隊を率いジャマイカ・パスを行軍すべしという伝言を受け取った。この部隊が夜間の行軍をしている間に、ジェイムズ・グラント将軍のイギリス兵部隊が幾らかのドイツ人傭兵部隊と共に総勢4,000名で大陸軍の正面を攻撃し、大陸軍がイギリス軍主力の側面迂回から気を逸らせておくこととされた。ハウは8月26日の夜に動き出す準備をするようクリントンに伝えた。

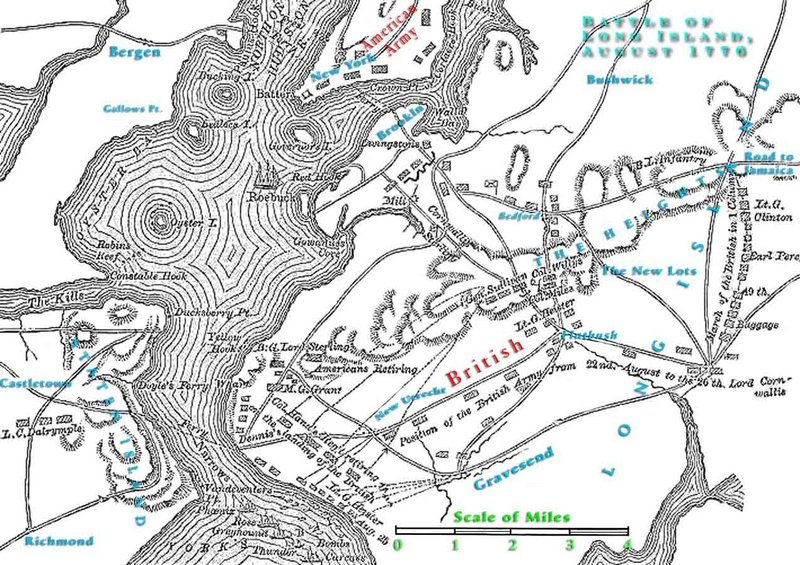
ロングアイランドの戦い地図

## 戦闘

### 夜間の行軍
8月26日の夜9時、イギリス軍が動き始めた。指揮官を除けば士官ですら誰も作戦を知らなかった。クリントンは銃剣を装着した軽歩兵の旅団を率い、その後をコーンウォリスが8個大隊と14門の大砲を曳いて進んだ。さらにその後はハウとヒュー・パーシーが6個大隊とさらに多くの大砲、および携行品を持って続いた。この縦隊は10,000名居り、その長さは2マイル (3 km) 以上に伸びた。ロイヤリストの農夫たちがこの縦隊をジャマイカ・パスに案内した。イギリス軍は大陸軍に何も起こっていないと思わせ欺くためにその宿営地の火を燃やしたままにしていた。縦隊は北東に向かってニューロッツの集落まで進み、そこから北向きにグアナハイツに向った。ジャマイカ・パスから数百ヤードの距離にあるハワードの酒場に達するまでアメリカ兵には出くわさなかった。その酒場の主とその息子が道案内に追加され、彼らはこの道が守られているとは思わないとイギリス軍に伝えた。酒場を離れて5分後、この道を守っていた5人のアメリカ民兵士官は銃を発砲することもなく捕虜になった。かれらはイギリス兵をアメリカ人だと思いこんでいた。クリントンが彼らを尋問すると、彼らはこの道を守る兵士は自分達だけだと伝えた。明け方までにイギリス軍はこの道を通過し、兵士達は高い草の間に寝て休むよう命令された。午前9時、重砲の音が2発聞こえた。これは攻撃続行の合図であり、ハウは軍隊を動かした。

### 戦闘開始

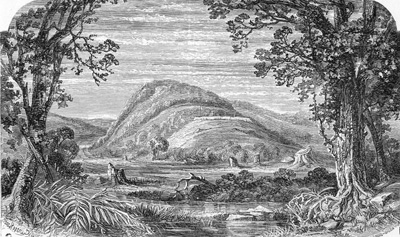
フラットブッシュ・パスとも呼ばれた戦闘地域、現在はプロスペクトパークにある。1792年頃の銅版画

午前3時、パットナムは衛兵に起こされ、イギリス軍がゴワナス・パスを通って攻撃していると告げられた。イギリス軍のグラントが300名の部隊でゴワナス・パスを急襲し民兵隊を蹴散らしていた。パットナムはマンハッタン島にいるワシントンに信号を送り、続いてスターリングに敵の攻撃について警告するために馬で南に進んだ。スターリングは大陸軍のデラウェア連隊とメリーランド連隊総勢1,600名を率い、イギリス軍の前進を停めさせるための戦線を構築させた。イギリス軍と大陸軍は約200ヤード (180 m) 離れて対戦した。イギリス軍は2度高台にいるスターリングの部隊を急襲させたが、その度に撃退された。しかし大陸軍は目の前の敵がイギリス軍の主力ではないことに気付いていなかった。
フォン・ハイスター将軍の指揮でイギリス軍の中央にいたドイツ人傭兵部隊が大陸軍の前線に砲撃を開始した。しかしドイツ人傭兵の歩兵部隊は攻撃を行わず、サリバンがその連隊の幾つかをスターリング隊の支援に送った。ハウは午前9時に合図の大砲を発射させ、ドイツ人傭兵部隊が正面での前進を開始し、一方主力部隊はサリバン隊の後方から迫った。サリバンはその前衛隊にドイツ人傭兵部隊への対応を任せ、残りの部隊でイギリス軍の方に振り向けて交戦した。大陸軍とイギリス軍の間に大きな被害が生まれ、両軍の兵士の中には恐怖につかれて逃げ出す者もいた。サリバンは兵士達を落ち着かせようと試み、その後で退却を指揮しようとした。この時点までにドイツ人傭兵部隊が高台にいたサリバンの前衛隊を突破し、大陸軍の左翼は完全に崩壊していた。白兵戦が始まり、大陸軍の兵士は命を守るために彼らのマスケット銃を棍棒のように振り回した。降伏した大陸軍兵士の多くはドイツ人傭兵に銃剣で刺された。サリバンは大混乱の中でもブルックリンハイツに向けて部下の兵士の大半を脱出させることに成功したが、サリバン自身は捕虜になった。

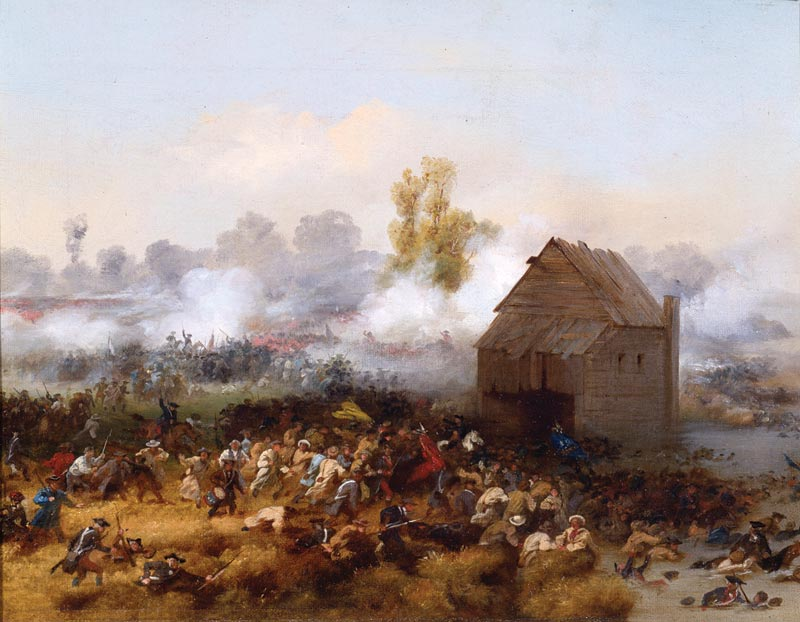
ロングアイランドの戦い、1858年アロンソ・チャペル画。スターリングは250名の兵士と共に攻撃を指揮し、その間に他の者は湿地を泳いで逃げた

### 大陸軍の崩壊
午前9時、ワシントンはマンハッタン島からブルックリンに渡った。ワシントンはロングアイランドへの攻撃が陽動行動だと思っていた誤りを悟り、マンハッタン島からさらに多くの部隊をブルックリンに移動させるよう命令した。ワシントンが戦場のどこにいたか、証言が様々なので不明だが、最も可能性が高いのは戦闘を良く見ることができたブルックリンハイツである。
西側の大陸軍の右翼では、スターリングが依然としてグラントの部隊に対して戦線を保持していた。スターリングは4時間も踏ん張ったがこの時点でもイギリス軍が側面を衝いたことを知らず、イギリス軍が自軍の陣地を奪取できなかったので、この日の戦闘に勝ちつつあるとすら思っている者もいた。しかし、午前11時までにグラント隊は2,000名の海兵で補充されてスターリング隊の中央を攻撃した。スターリング隊はその左翼をドイツ人傭兵部隊にも攻撃されていた。スターリング隊は後退したが、この時にはその後方にもイギリス兵が迫っていた。残された逃走ルートは幅80ヤード (72 m) の湿地とクリークを越えていくものだけであり、その向こうがブルックリンハイツだった。スターリングはメリーランド連隊の250名を残し、他の全ての兵士にクリークを渡るよう命令した。メリーランド連隊の250名がイギリス軍を攻撃し、他の者が撤退する時間を稼いだ。スターリングは250名を率いてイギリス軍に対し6度の連続攻撃を行い、部隊が殲滅されるまで戦った。ワシントンが近くの丘からその光景を見ており、「おお神よ、何と勇敢な仲間をこの日に失わなければならないのか！」と言ったとされている。スターリングは残っていた兵士にどんな手段を使ってもブルックリンの戦線まで後退するよう命令した。兵士の何人かは銃火の下を泥に潜って湿地を渡ろうと努め、泳げない者は捕虜になった。スターリングは降伏を考え、イギリス軍には降伏したくなかったので、その戦線を突き破ってフォン・ハイスターの率いるドイツ人傭兵部隊の所まで行き、そこで降伏した。イギリス軍の兵士達は前進を止めることを望まなかったが、ハウはその多くの士官達がブルックリンハイツまで押し進むべきと信じた意志にも反して全軍停止を命令した。ハウは士官達の意見に同意しなかった。塹壕で待ち構える大陸軍に襲い掛かるのではなく、それを突き破るための秩序だった包囲戦の準備を始めた。
ハウが攻撃を続行しなかったことと、その理由についてその後大いに議論された。ハウはバンカーヒルの戦いと類似した条件下で大陸軍を攻撃した場合に大きな犠牲を出すことを避けたかった可能性が強い。またヨーロッパの紳士的な士官の伝統に従い、ワシントンにその立場が絶望的であると判断させ降伏させる機会を与えたかった可能性もある。ハウは、包囲された大陸軍を攻撃するのは「軽率で犯罪的だ」と記していた。

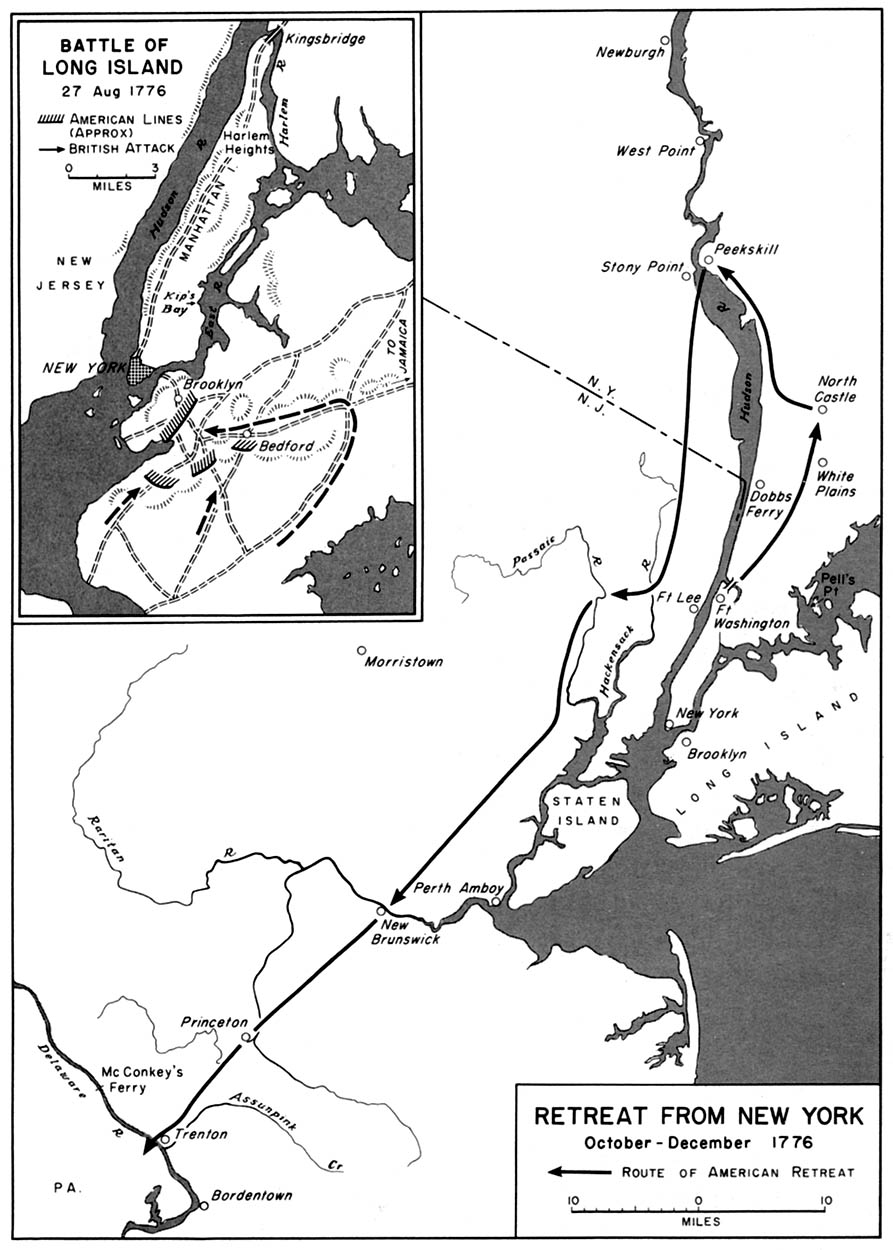
ニューヨークからの撤退経路

## 戦闘の終結

### 損失
当時、この戦闘は北アメリカで戦われた最大の戦闘になった。イギリス海軍を加えれば、総勢4万名以上の兵士が戦闘に参加した。ハウの報告では戦死59名、負傷267名、不明31名だった。ドイツ人傭兵部隊は戦死5名、負傷26名だった。大陸軍はさらに多くの損失を出した。約300名が戦死し、1,000名以上が捕虜になった。

### 撤退
ワシントンとその軍隊はブルックリンハイツで囲まれ、背後はイースト川だった。その日が暮れると、イギリス軍は塹壕を掘り始め、緩りと大陸軍の防衛線に接近していった。こうすることで、前年にボストンでやったように大陸軍の防衛線に対して開けた戦場で攻撃を掛ける必要がなくなるはずだった。この危険な状況にあったにも拘らず、8月28日にワシントンはさらに1,200名の部隊をマンハッタン島からブルックリンに渡らせた。到着した兵士はペンシルベニアの2個連隊とジョン・グロバー大佐のマサチューセッツ部隊だった。ペンシルベニアの部隊を指揮していたトマス・ミフリンは到着後に防衛線の外の偵察を買って出て、ワシントンにその結果を報告した。防衛線の外では小さな小競り合いが続いていた。8月28日午後に雨が降り始め、ワシントンとその砲兵隊は夜間に入ってもイギリス軍に対する砲撃を行った。

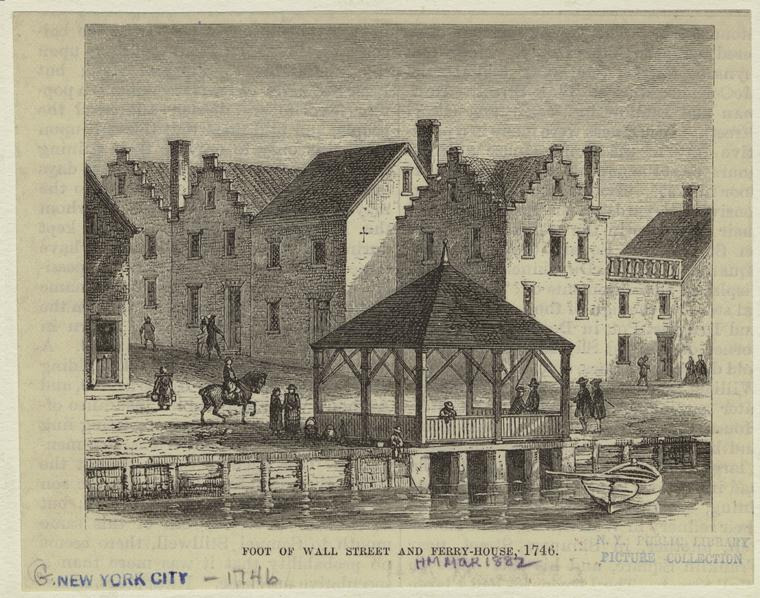
フルトンの渡し場、当時はブルックリンの渡しと呼ばれた

雨が降り続いたので、ワシントンは、マンハッタン島との間のキングス橋（現在はブロンクス）にいたウィリアム・ヒース将軍に伝令を送り、ニュージャージーの歩兵大隊がワシントン陣地の援軍に来た場合に備えて、遅滞無くあらゆる平底船あるいはスループ船を送るように指示した。8月29日午後4時、ワシントンは将軍達と作戦会議を開いた。ミフリンがそのペンシルベニア部隊で後衛を務め前線を死守する間に残り全軍がマンハッタン島に撤退するようワシントンに勧めた。他の将軍達も、撤退が最良の選択肢であると異口同音にミフリンに同意したので、ワシントンは夕方までに撤退を命令した。
兵士達は全ての弾薬と携行品をまとめ、夜の攻撃に備えるよう告げられた。午後9時までに病気の者と負傷した兵士が脱出に備えてブルックリン渡しの方へ移動を始めた。午後11時、水夫や漁師で構成されていたグロバーとそのマサチューセッツ部隊が軍隊の脱出を始めさせた。

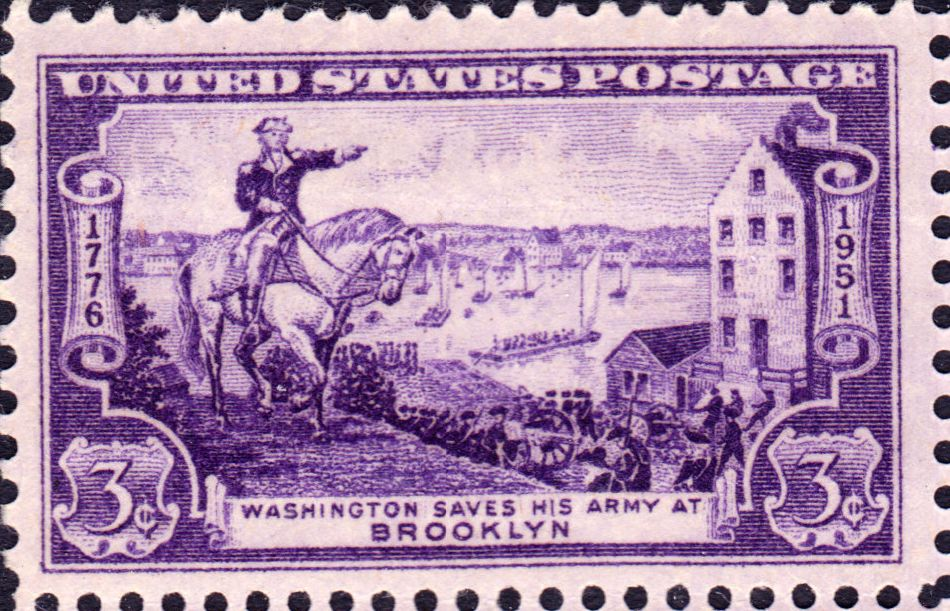
1951年発行の175周年記念切手に採用された軍隊を脱出させるワシントン。右手にフルトンの渡し場が描かれ、背景にはイースト川に浮かぶ平底船がある。

多くの部隊が脱出すると、さらに次の部隊も前線から後退し、渡し場まで行軍するよう命じられた。荷車の音は消され、兵士は話をすることを禁じられた。ミフリンの後衛は宿営地の焚き火を燃やし続け、イギリス軍を欺いて何も起こっていないように思わせた。8月30日午前4時、ミフリンはその部隊が脱出する順番が来たことを知らされた。ミフリンは退去を命令されるために派遣されてきたアレクサンダー・スキャメル少佐に、間違っているのではないかと言ったが、スキャメルは間違いではないと主張したので、ミフリンはその部隊に移動を命じた。ミフリン隊が渡し場から半マイル (800 m) まで近付いたときに、ワシントンが馬に乗って現れ、何故彼らが防衛線を離れることになったかを教えるよう要求した。部隊の先頭に立っていたエドワード・ハンドが何が起こったかを説明しようとしたが、間もなくミフリンが到着した。ワシントンは「これはこれは！ミフリン将軍、貴方が我々を台無しにするのではないかと恐れている！」と叫んだ。ミフリンが、スキャメルから脱出する番だと告げられたと説明すると、ワシントンはそれが誤りだったと告げたので、ミフリンはその部隊を率いて防衛線に戻った。
この時までに大砲、物資および兵士が全て川を越えて脱出していたが、ワシントンが期待していたほどには進まず、夜明けが近付いていた。霧が出て、イギリス軍には脱出が分からないようにしていた。イギリス軍の偵察隊が大陸軍の前哨部隊に出遭わないのに気付いて、あたりの捜索を始めた。そうしている間に、最後まで残っていたワシントンが最後の船に乗った。午前7時、大陸軍の最後の部隊がマンハッタン島に上陸した。総勢9,000名の軍隊が一人の命も失わずに脱出を果たした。

## 歴史的意義、評価など
ロングアイランドの戦いに至る過程であった、ハウと、ワシントンとの書簡のやり取りは、争乱の穏便な政治解決を完全に不可能にした物であり、直後の7月4日の独立宣言により、もはや戦争継続以外の道は残されなくなった。

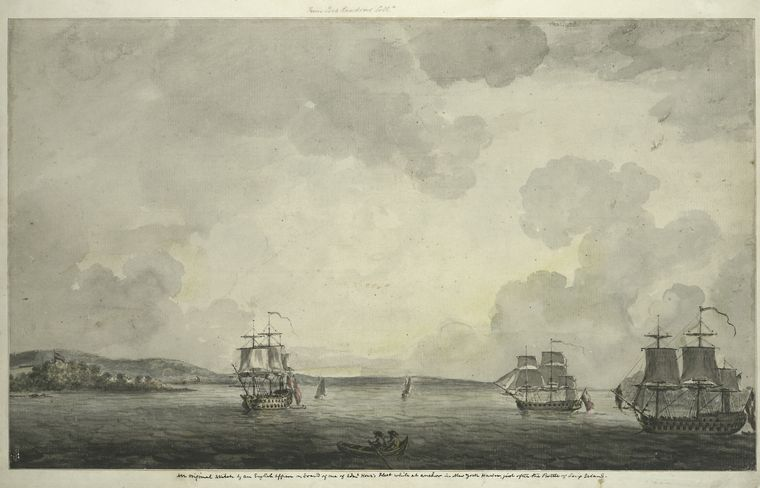
戦闘終了後ニューヨーク港に浮かぶイギリス艦隊

イギリス軍はワシントンとその軍隊が逃亡したことが分かって驚愕した。8月30日にイギリス軍は大陸軍の砦を占領した。この戦闘の報せがロンドンに到着すると、多くのお祭騒ぎが起こった。市中の鐘が鳴らされ、窓には蝋燭が点され、国王ジョージ3世はハウ将軍にバス勲章を与えた。
ハウ将軍は次の半月間、攻撃もせずに静かにしており、9月15日にマンハッタン島のキップス湾で軍隊を上陸させた。イギリス軍は速やかにニューヨーク市を占領した。9月21日、不明の原因で市内に大火がおこり、市の大半を破壊した。この大火の直後に、ネイサン・ヘイルがスパイ容疑で処刑された。大陸軍は9月16日のハーレムハイツの戦いで勝利を収めたが、10月28日のホワイトプレインズの戦いでは大敗を喫した。11月16日にはワシントン砦を失った。ニューヨーク湾の支配権は完全にイギリス軍のものとなった。これらの敗北により、ワシントンとその軍隊はニュージャージーを越えてペンシルベニアまで撤退することになった。
ワシントン軍の敗北により、軍を2つに分けたワシントンの戦略家としての欠陥、その状況を理解できなかった経験の足りない将軍達、および最初の発砲で秩序を乱して逃げ出すような鍛えられていない兵士達という欠点を顕わにした。一方でその大胆な夜間の撤退はワシントン最大の軍事的功績であると見なす歴史家もいる。他の歴史家は、イギリス海軍が撤退を阻止できなかったことを重視した。ワシントンは戦闘艦を持っていなかったが、海岸の砲台、水中の木や障害物を使ってイギリス軍の動きを遅らせた。
また、イギリス軍側は、ハウの民意を懐柔したい方針と本国の将兵の消耗を嫌うための追撃掃討戦を積極的にしない方針が明らかになり、大陸軍側は緒戦でこれを大いに利用した。

## 記念物
この戦闘の記念物には以下のようなものがある。
- ミネルヴァ像：ブルックリンで一番高い場所「バトルヒル」の頂上にあるグリーンウッド墓地では、ミネルヴァ像が戦闘の記念物となっている。この像は墓地の南西隅に置かれており、自由の女神像の方向を向いている。2006年、この墓地からマンハッタンの眺めを遮るようなビルの建設を止めさせたので、戦闘で防衛に成功したことを思い出させる結果になった[87]。
- 監獄船犠牲者の追悼碑：グリーン砦にある自立ドーリア様式円柱は、ウォールアバウト湾のブルックリン沖に停泊したイギリス軍の監獄船に収容され死んだ者達を追悼するものである[88]。
- オールドストーンハウス：メリーランドの部隊が時間を稼いだ場所にあるこの家は1699年に建設されたものを再建したものであり、現在は戦闘の博物館として使われている。ブルックリンの3番通りと5番アベニューの角、J・J・バーン公園にあり、ミニチュア模型や地図を展示している[89]。
- プロスペクト公園：ブルックリンのセンター・ドライブ東側にある。大きな花崗岩の岩に真鍮製の銘板が付けられ、他にもドンガン・オークの道には標識がある。このオークの木は大変大きな古いもので、イギリス軍が前進してくるときに切り倒されてそれを妨害した。さらにこの公園内には、防衛線の標識がアメリカ独立戦争の息子達によって立てられ、メリーランド兵を記念するコリント様式の円柱もある[90]。